# Gelu Juncu
Gelu Juncu (n. 24 iulie 1938) este un fost senator român în legislatura 1990-1992 ales în județul Prahova pe listele partidului FSN. În cadrul activității sale parlamentare, Gelu Juncu a fost membru în grupul parlamentar de prietenie cu Republica Populară Chineză.